# Sant Adrià de Besòs
Sant Adrià de Besòs is een gemeente in de Spaanse regio Catalonië, in de provincie Barcelona. De plaats ligt aan de zee, net ten noorden van Barcelona. Sant Adrià de Besòs telt 36.496 inwoners (1 januari 2016) en is compleet vastgegroeid aan de stad Barcelona, het is een van de buitenwijken van deze stad.
De gemeente is bekend vanwege de thermische centrale van Besós gelegen aan het strand.

## Demografische ontwikkeling
Bron: INE; 1857-2011: volkstellingen

## Geboren in Sant Adrià de Besòs
- Isabel Coixet (1960), filmregisseur